# Poblicia spectabilis
Poblicia spectabilis är en insektsart som först beskrevs av Walker 1858.  Poblicia spectabilis ingår i släktet Poblicia och familjen lyktstritar. Inga underarter finns listade i Catalogue of Life.